# Gonicoelus affinis
Gonicoelus affinis is een keversoort uit de familie houtskoolzwamkevers (Biphyllidae). De wetenschappelijke naam van de soort werd in 1902 gepubliceerd door Antoine Henri Grouvelle.